# FCキースト
FCキースト（FC Kiisto）は、フィンランド南西部、西スオミ州、ポフヤンマー県の都市ヴァーサを本拠地とするサッカークラブチームである。2015シーズンはカッコネン (3部相当) に所属。トップチームや女子チームのほか、14歳以下が所属するユースチーム、45歳以上が所属するチームなどを有している。

## 歴史
1904年創設の歴史あるクラブだが、トップリーグ参戦経験はなく、長くを下部リーグで過ごしてきた。2008年シーズンに3部相当のカッコネンで優勝を決め、来シーズンのウッコネン（2部相当）昇格を果たした。だが2009年は最下位となり、1年で降格。

## タイトル

### 国内タイトル
- カッコネン・グループC:1回

2008

### 国際タイトル
- なし

## 過去の成績
- 2006 カッコネン・グループC 9位
- 2007 カッコネン・グループC 4位
- 2008 カッコネン・グループC 1位 昇格
- 2009 ウッコネン 14位 降格
- 2010 カッコネン・グループC 8位
- 2011 カッコネン・グループC 6位

## 現所属メンバー
注：選手の国籍表記はFIFAの定めた代表資格ルールに基づく。
| No. | Pos. |              | 選手名                   |
| --- | ---- | ------------ | ------------------------ |
| 1   | GK   | フィンランド | キンモ・オクサネン       |
| 2   | DF   | フィンランド | ヤニ・クヤンパー         |
| 3   | DF   | フィンランド | ヤーッコ・コルヴォラ     |
| 4   | DF   | フィンランド | ヤニ・ティモネン         |
| 6   | MF   | フィンランド | ミカエル・リンドバリ     |
| 7   | MF   | フィンランド | ユホ・マキニエミ         |
| 8   | FW   | フィンランド | マルクス・エンルンド     |
| 9   | DF   | フィンランド | ヨアキム・ペンサル       |
| 10  | MF   | フィンランド | ペッカ・リウッコネン     |
| 11  | FW   | フィンランド | ミーカ・エクストレーム   |
| 12  | GK   | フィンランド | ユーソ・ケヴァリ         |
| 13  |      | フィンランド | アレクシ・ロウヒアイネン |
| 14  | FW   | フィンランド | ユホ・ヤルヴィネン       |
| 15  | MF   | フィンランド | アレクシ・アランコ       |
| 16  | DF   | フィンランド | ミカ・セッパ             |

| No. | Pos. |              | 選手名                                   |
| --- | ---- | ------------ | ---------------------------------------- |
| 17  | FW   | フィンランド | アルト・サランパー                       |
| 18  | DF   | フィンランド | イルッカ・ライホ                         |
| 19  | DF   | フィンランド | ペトリ・ヘイスカリ                       |
| 20  | FW   | フィンランド | ヤニ・タカラ                             |
| 21  | DF   | フィンランド | ヨーン＝クリスティアン・ヴェステルマルク |
| 24  |      | フィンランド | ニコラス・トゥイスク                     |
| 35  | GK   | フィンランド | ペテル・カウッピ                         |
| 41  | DF   | フィンランド | ミッコ・アホンパー                       |
| -   | FW   | フィンランド | ロベルト・フォッシュ                     |
| -   | DF   | フィンランド | ミッコ・インキ                           |
| -   | DF   | フィンランド | ラウリ・カッリ                           |
| -   | GK   | フィンランド | ベンヤミン・スロッテ                     |
| -   |      | フィンランド | セバスティアン・スネルマン               |
| -   |      | フィンランド | Genc Temaj                               |